# Sölpsjön
Sölpsjön är en sjö i Umeå kommun i Västerbotten och ingår i Hörnån-Öreälvens kustområde. Sjön har en area på 0,341 kvadratkilometer och ligger 57 meter över havet.

## Delavrinningsområde
Sölpsjön ingår i det delavrinningsområde (706730-169991) som SMHI kallar för Mynnar i havet. Medelhöjden är 45 meter över havet och ytan är 10,69 kvadratkilometer. Det finns inga avrinningsområden uppströms utan avrinningsområdet är högsta punkten. Avrinningsområdets utflöde mynnar i havet. Avrinningsområdet består mestadels av skog (76 procent). Avrinningsområdet har 0,34 kvadratkilometer vattenytor vilket ger det en sjöprocent på 3,2 procent.